# Гонтюк, Роман Владимирович
Рома́н Влади́мирович Гонтю́к (укр. Роман Володимирович Гонтюк; род. 2 февраля 1984, Надворная, Ивано-Франковская область, УССР) — украинский дзюдоист, заслуженный мастер спорта Украины, серебряный призер XXVIII Олимпийских Игр в Афинах (2004), бронзовый призер XXI Олимпийских Игр 2008 года в Пекине. Рост 180. Весовая категория: 81 кг. Заслуженный мастер спорта.

## Биография
Родился в г. Надворная, Ивано-Франковская область. Закончил Тернопольскую академию народного хозяйства. Выступает за спортивные общества «Динамо», «Украина» (Ивано-Франковская область, Киев). Тренер — Евгений Бондарук. Лейтенант Службы безопасности Украины.

## Достижения[2]
| Год  | Турнир                                             | Место | Весовая категория |
| ---- | -------------------------------------------------- | ----- | ----------------- |
| 2008 | Олимпийские игры 2008                              | 3     | 81 кг             |
| 2008 | Кубок мира, Вена                                   | 5     | 81 кг             |
| 2008 | Суперкубок мира Турнуа де Пари                     | 1     | 81 кг             |
| 2007 | Гран При, Ереван                                   | 1     | 81 кг             |
| 2007 | Кубок мира, Баку                                   | 1     | 81 кг             |
| 2007 | Супер кубок мира, Роттердам                        | 5     | 81 кг             |
| 2007 | Чемпионат мира по дзюдо                            | 39    | 81 кг             |
| 2006 | Европейский клубный кубок, Будапешт                | 3     | 81 кг             |
| 2006 | Кубок мира, Борас                                  | 1     | 90 кг             |
| 2005 | Чемпионат мира по дзюдо                            | 3     | 81 кг             |
| 2004 | Университетский чемпионат мира, Москва             | 3     | 90 кг             |
| 2004 | Летние Олимпийские игры 2004 года                  | 2     | 81 кг             |
| 2004 | Турнир серии А, Тбилиси                            | 2     | 81 кг             |
| 2004 | Турнир серии А, Будапешт                           | 2     | 81 кг             |
| 2003 | Европейский командный чемпионат, Лондон            | 3     | 81 кг             |
| 2003 | Турнир серии А, Варшава                            | 3     | 81 кг             |
| 2003 | Супер турнир серии А, Москва                       | 3     | 81 кг             |
| 2002 | Европейский чемпионат среди юниоров, Роттердам     | 1     | 81 кг             |
| 2002 | Чемпионат мира среди юниоров, Чеджудо, Южная Корея | 2     | 81 кг             |
| 2001 | Чемпионат Европы среди юниоров, Будапешт           | 1     | 81 кг             |
| 2001 | Турнир серии А среди юниоров, Цетнево              | 2     | 81 кг             |
| 2001 | Турнир серии А, Минск                              | 5     | 81 кг             |
| 2000 | Чемпионат Европы среди юниоров до 17 лет, Орадя    | 3     | 81 кг             |

Бронзовый призер на XXIX Олимпийских Играх 2008 года в Пекине. В борьбе за третье место в своей весовой категории победил представителя Монголии Намзу Дамдисурена со счетом 110:10. Медаль Романа стала первой наградой сборной Украины на Олимпиаде 2008.

## Награды
- Орден «За заслуги» III степени (18 сентября 2004 года) — за достижение значительных спортивных результатов на XXVIII летних Олимпийских играх в Афинах, повышение международного авторитета Украины[3]
- Орден «За мужество» III степени (4 сентября 2008 года) — за достижение высоких спортивных результатов на XXIX летних Олимпийских играх в Пекине (Китайская Народная Республика), проявленные мужество, самоотверженность и волю к победе, подъём международного авторитета Украины[4]